# دومینیک ویوان دونو
دومینیک ویوان دونو (فرانسوی: Vivant Denon‎; ۴ ژانویهٔ ۱۷۴۷ – ۲۷ آوریل ۱۸۲۵) هنرمند، نویسنده، دیپلمات و باستان‌شناس اهل فرانسه بود. دونو در دوران لوئی پانزدهم و لوئی شانزدهم دیپلمات فرانسه بود. او پس از لشکرکشی به مصر در ۱۷۹۸–۱۸۰۱ توسط ناپلئون بناپارت به عنوان اولین مدیر موزه لوور منصوب شد. سفرنامه دو جلدی او به نام «سفر در مصر سفلی و علیا»، ۱۸۰۲، پایه‌ای برای مصرشناسی مدرن بود.
وی همچنین برندهٔ جوایزی همچون لژیون دونور (افسر) شده‌است.

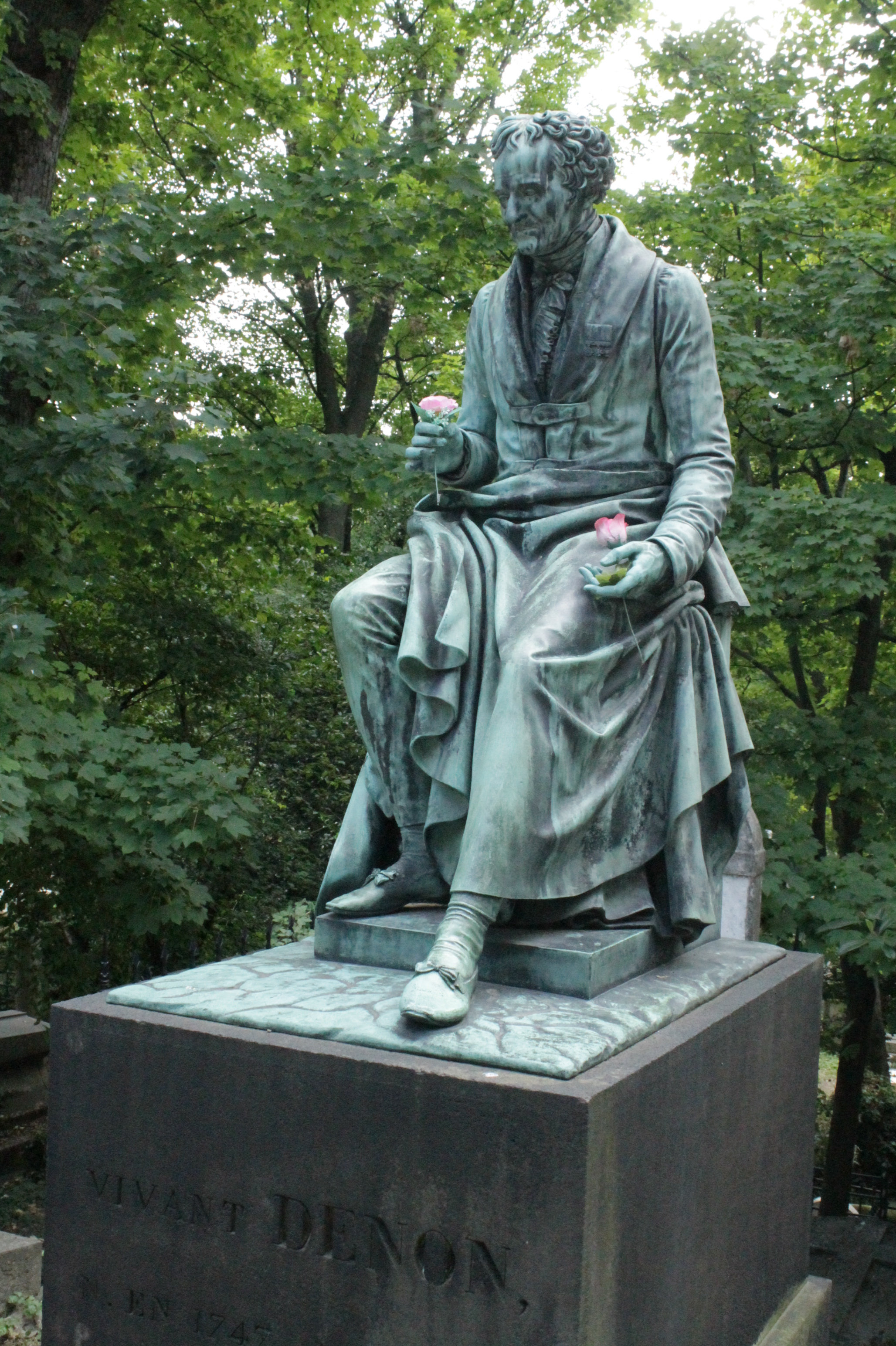
قبر ویوان دونو، گورستان پر لاشز در پاریس